# Curt Weikinn
Curt Weikinn (* 2. Mai 1888 in Berlin; † 27. Dezember 1966 ebenda) war ein deutscher Wissenschaftler mit Kenntnissen in Meteorologie und Klimatologie.
Nach der Grundschule besuchte Curt Weikinn das Berliner Andreas-Realgymnasium. Nach dem Abitur hörte er bei Gustav Hellmann in Berlin Vorlesungen über Meteorologie. Am 28. September 1929 bewarb er sich im Preußischen Meteorologischen Institut, wurde jedoch wegen fehlender freier Stellen abgelehnt. 1921 trat Weikinn in die Deutsche Meteorologische Gesellschaft ein. Zu dieser Zeit wird als sein Beruf Bankbeamter angegeben.
Schon früh begann Weikinn mit der Sammlung schriftlicher Überlieferungen historischer Beschreibungen anormaler Naturerscheinungen wie Überschwemmungen, Dürren oder strengen Wintern. Dabei durchforstete er intensiv die reichen Bestände der preußischen Staatsbibliothek.
Nach dem Zweiten Weltkrieg kam er in Kontakt zu Prof. Hans Ertel, dem Direktor des Instituts für Physikalische Hydrographie der
Deutschen Akademie der Wissenschaften zu Berlin, der feststellte, dass Weikinns Unterlagen „das beste Material dieser Art darstellen, das in ganz Deutschland, wahrscheinlich sogar in Europa vorhanden ist“. Ertel gewährte Weikinn, der inzwischen als Invalidenrentner ein kümmerliches Auskommen hatte, ab 1950 ein Stipendium, das es ihm ermöglichte, seine Studien fortzusetzen und zur Veröffentlichung vorzubereiten. Ab 1952 war er als wissenschaftliche Hilfskraft angestellt.
Im Jahr 1958 konnte dann der erste Band seiner „Quellentexte zur Witterungsgeschichte Europas von der Zeitwende bis zum Jahre 1850“ im Akademie-Verlag veröffentlicht werden, der 1960, 1961 und 1963 weitere folgten. Posthum wurden dann zwei weitere Bände seiner hydrographischen Sammlung herausgegeben.
Seine Sammlung meteorologischer Ereignisse in einem Umfang von ca. 80.000 bis 100.000 Karteikarten wird im Leibniz-Institut für Länderkunde in Leipzig aufbewahrt. In den Jahren 2006 bis 2011 sind Teile dieser Sammlung an der Sächsischen Akademie der Wissenschaften zu Leipzig wissenschaftlich erschlossen worden.
Curt Weikinn war mit Helene Bergmann (1901–1957) verheiratet. Er starb an den Folgen einer akuten Lungenentzündung und wurde neben seiner Frau auf dem St.-Petri-Friedhof in Berlin-Friedrichshain begraben.

## Werke
- Curt Weikinn: Quellentexte zur Witterungsgeschichte Europas von der Zeitwende bis zum Jahre 1850: Hydrographie, Teil 1 (Zeitwende-1500). Akademie-Verlag, Berlin 1958.

- Curt Weikinn: Quellentexte zur Witterungsgeschichte Europas von der Zeitwende bis zum Jahre 1850: Hydrographie, Teil 2 (1501-1600). Akademie-Verlag, Berlin 1960.

- Curt Weikinn: Quellentexte zur Witterungsgeschichte Europas von der Zeitwende bis zum Jahre 1850: Hydrographie, Teil 3 (1601-1700). Akademie-Verlag, Berlin 1961.

- Curt Weikinn: Quellentexte zur Witterungsgeschichte Europas von der Zeitwende bis zum Jahre 1850: Hydrographie, Teil 4 (1701-1750). Akademie-Verlag, Berlin 1963.

- Curt Weikinn: Quellentexte zur Witterungsgeschichte Europas von der Zeitwende bis zum Jahr 1850: Hydrographie, Teil 5 (1751-1800). Herausgegeben von Michael Börngen und Gerd Tetzlaff. Gebrüder Borntraeger Verlagsbuchhandlung, Berlin 2000, ISBN 978-3-443-01044-7.

- Curt Weikinn: Quellentexte zur Witterungsgeschichte Europas von der Zeitwende bis zum Jahr 1850: Hydrographie, Teil 6 (1801-1850). Herausgegeben von Michael Börngen und Gerd Tetzlaff. Gebrüder Borntraeger Verlagsbuchhandlung, Berlin 2002, ISBN 978-3-443-01047-8.